# Douliu
Douliu (斗六市S, Dǒuliù ShìP) è un comune di Taiwan, situato nella provincia di Taiwan e nella contea di Yunlin.